# Souimangasolfågel
Souimangasolfågel (Cinnyris sovimanga) är en fågel i familjen solfåglar inom ordningen tättingar.

## Utbredning och systematik
Souimangasolfågel delas upp i fem underarter i fyra grupper följande utbredning:
- C. s. aldabrensis – Aldabra
- C. s. sovimanga – Glorieusesöarna och Madagaskar (förutom i sydväst)
- C. s. apolis – halvöken på sydvästra Madagaskar
- abbotti-gruppen 
  - C. s. abbotti – Assumption (i Aldabra-arkipelagen)
  - C. s. buchenorum – Cosmoledo-atollen (i Aldabra-arkipelagen)

## Status
Arten har ett stort utbredningsområde och beståndet anses vara stabilt. Internationella naturvårdsunionen IUCN listar den därför som livskraftig (LC).